# Noćaj
Noćaj (v srbské cyrilici Ноћај) je vesnice v Srbsku, administrativně součást města Sremska Mitrovica. Rozkládá se jižně od města, na silnici ze Sremské Mitrovice do města Bijeljina v Bosně a Hercegovině (Republice srbské). Žije zde 1866 obyvatel, počet obyvatel setrvale v průběhu desítek let klesá.
Podle legendy vznikla obec po 16. století na troskách středověkého sídla Mačva (v regionu Mačvy se také Noćaj nachází). Okolní krajinu tvoří rovinatá pole, případně lužní lesy v blízkosti řek Drina a Sáva. Nachází se zde taká Zvláštní přírodní rezervace Zasavica. V obci se nachází pravoslavný kostel sv. Petra a Pavla.
Z obce pocházel rovněž i Stojan Čupić, bojovník v prvním srbském povstání, známý pod přezdívkou Drak z Noćaje (srbsky Zmaj od Noćaja).